# Zoverallo
Zoverallo è una frazione del comune di Verbania nella provincia del Verbano-Cusio-Ossola. Nucleo di origine rurale posto lungo il versante soleggiato del monte Cimolo. Il cuore di Zoverallo è la piazzetta che si snoda con uno sviluppo lineare a mezzacosta, da un lato verso Campasca, borgo dai pregevoli ambienti di case rurali, e dall'altra parte verso Guardia e Torchiedo caratterizzato dalla presenza di edifici di elemento tipico dell'architettura locale.

## Etimologia
L'etimologia del toponimo è incerta. Una prima ipotesi farebbe derivare il nome dalla corruzione latina "super vallum" (sopra il vallo delle fortificazioni). Altri storici locali propongono la derivazione dal termine "Jovis" (di Giove) che si spiega dall'ipotetica esistenza di un tempio di Giove in età preagustea.  Secondo G.B. Pelegrini il nome invece deriverebbe da suberalis - suber "sughero".

## Storia
È stato comune autonomo fino al 1927, quando insieme a Trobaso fu accorpato al comune di Intra. Infine con il regio decreto n. 702 del 4 aprile 1939 vennero uniti i due comuni di Intra e Pallanza per formare l'odierno comune di Verbania.
Il sito è stato insediato da strutture abitative già dal periodo romano, come testimoniano alcuni ritrovamenti archeologici.
Le cronache storiche ricordano che Zoverallo era un comune dove gli abitanti erano dediti essenzialmente all'agricoltura (segale, uva, ciliegie, prugne, pere e soprattutto castagne), lavorazione dei tessuti e muratori.
Nella zona era presente anche una fortezza in località Guardia dove ora restano solo poche mura.
A Zoverallo, in una villa in località Bienna, trascorse gli ultimi anni della sua vita il consigliere della corona britannica Alberto Atwater.

## Archeologia
La presenza romana è testimoniata dal rinvenimento di alcune necropoli e reperti archeologici.

Nel 1838 in un terreno di proprietà della famiglia Zancarini si è rinvenuta una stele funeraria, di età repubblicana, che recava la seguente iscrizione:

LEVCVURO

MACONIS

F

Nel 1852 rinvenimenti fittili, ora dispersi;

Nel 1874 si rinviene una necropoli sotto la chiesa di San Giorgio. Tombe di epoca costantiniana, alcuni bronzi con le effigi di Probo e di Costantino e varie monete.

Nel 1883 nel terreno di proprietà Lucchini è rinvenuta una tomba delimitata da pietre, il cui corredo era costituito da un vaso fittile ed un cuspide.

Secondo gli archeologi è evidente che un'unica necropoli che è continuata a partire dall'epoca pre-augustea fino ad almeno al IV secolo d.C. (attualmente vi è ancora il cimitero a coprire parte della zona).

I reperti sono conservati nel Museo del paesaggio di Verbania anche se gran parte degli oggetti è andata dispersa.

## Luoghi di interesse
A Zoverallo è presente la chiesa parrocchiale di San Giorgio il cui corpo centrale è del '500 mentre è stato aggiunto il pronao nel 1683 ed il campanile nel corso del '700. Suggestiva la via crucis dipinta in edicole poste nel muro esterno dell'edificio. La vecchia chiesa di Zoverallo, dedicata a Sant'Eusebio si trovava in località Bolla. Di quella chiesa rimangono solo un rudere consistente in un masso ed una tela oggi posizionata nella chiesa di San Giorgio.
Dal punto di vista naturalistico sono interessanti i castagneti, la grande varietà di flora di diversa natura (la palma spesso cresce insieme all'albero di montagna) e i numerosi ruscelli e rivoli d'acqua che tendono a scendere a valle. Bellissimi sono i punti panoramici che guardano verso il lago e il borghetto con la sua tranquillità e fascino di altri tempi.

A memoria dell'assenza nel paese di un acquedotto rimangono numerosi pozzi e gran numero di lavatoi in pietra.
Lo sviluppo edilizio recente sta trasformando la caratteristica struttura originaria a nuclei isolati nel verde della campagna, in un insieme uniforme di case.

Attualmente è meta di un esiguo numero di villeggianti provenienti dalla vicina metropoli milanese.

## Suddivisione territoriale
Il territorio è attualmente suddiviso nelle seguenti località che rappresentano le frazioni del disciolto comune autonomo di Zoverallo:
- Fucia
- Papin
- Bienna
- Vigne Basse
- Vigne Alte
- Bolla (dove sorge il cimitero)
- Campasca (dove sorge la casa più antica di zoverallo risalente al 1640)
- Vignolo
- Torchiedo
- Guardia (dove sorgeva un'antica fortificazione).